# Unschooling
Unschooling (deutsche Übersetzung: außerschulische Bildung, außerschulisches Lernen) ist eine Form des informellen Lernens. Kinder gehen dabei nicht in eine Schule, sondern suchen sich selbst ein Interessensgebiet aus. Beim Lernen dieses Interessensgebiets werden die Kinder von ihren Eltern oder Lernbegleitern unterstützt. Unschooling wird im deutschsprachigen Raum auch Freilernen genannt. Der Begriff Unschooling wurde von dem US-amerikanischen Autor und Lehrer John Caldwell Holt geprägt.

## Hintergrund
Unschooling bezeichnet ein vom Kind geleitetes Lernen im Wohn- und Lebensumfeld. Der Unterschied zur klassischen Form des Hausunterrichts liegt darin, dass kein Versuch unternommen wird, die traditionelle Schule und ihre Lehrpläne zu Hause nachzuahmen. Es gibt daher keinen geplanten Unterricht oder festgelegte Zeiten des Lernens. Auch werden keine schulähnlichen Aktivitäten vorgeschrieben. Themen werden behandelt, wenn das Kind Interesse an ihnen zeigt. Die Eltern oder Lernbegleiter können als Unterstützer bzw. Begleiter von Lernprozessen verstanden werden. Für einzelne Projekte (beispielsweise um ein Instrument zu erlernen) können zusätzliche Lehrer hinzugezogen werden.
Das Kind kann sich also je nach Interesse einen längeren Zeitraum einem einzelnen Thema widmen.

## Rezeption
Vertreter und Befürworter des Unschooling argumentieren auf verschiedene Weise. Einige bemängeln die Ineffizienz des Lernens an einer Schule, insbesondere durch den klassischen Unterricht. Andere sehen im Unschooling die Möglichkeit, die Kinder selbstbestimmt lernen zu lassen und vertreten die Ansicht, dass es unzulässig sei, Kinder bzw. junge Menschen zu Dingen zu zwingen, die sie nicht wollen. Kinder hätten die gleichen Menschenrechte wie Erwachsene und sollten selbst entscheiden dürfen, was sie wie, wo, wann und mit wem lernen. Es sei nach der Ansicht vieler Vertreter und Befürworter des Unschoolings ein Skandal, dass über die Kinder hinweg entschieden werde, was aus der Sicht anderer für sie das „Beste“ sei und man sie dadurch entmündige. Ebenso würde jedes Kind mit der intrinsischen Motivation geboren, etwas lernen zu wollen, die ein Schulbesuch jedoch häufig unterdrücke, indem dort vorgeschrieben wird, was wie, wann, wo und mit wem zu lernen sei. Außerdem wird kritisiert, dass soziale Interaktion, Kommunikation und Auseinandersetzung in der Schule streng reglementiert seien und Schüler den Großteil ihrer Schulzeit nahezu ausschließlich mit Gleichaltrigen verbrächten, wodurch soziale und emotionale Kompetenzen litten. Auch wird argumentiert, dass Kinder, die dazu gezwungen werden, sich mit bestimmten Themen auseinanderzusetzen, das Gelernte aufgrund mangelnder Anwenderbasis und Interesse schnell wieder vergessen (Bulimielernen).
Im Übrigen sind die Motive des Unschoolings ähnlich wie die Motive des Hausunterrichts.
Kritiker halten dem entgegen, dass beim Unschooling kein Bildungsniveau sichergestellt werden könne. Solche Kinder hätten zu wenig Sozialkontakte und seien auf das spätere Berufsleben nicht hinreichend vorbereitet. Es gibt außerdem ähnliche Kritik wie an anderen nicht-schulischen Formen des Lernens, etwa den fehlenden Schutz vor Kindesmissbrauch, religiösem Fanatismus oder dass Kinder keine Schulbildung erhielten. Auch Befürworter des Unschoolings sind der Ansicht, dass es sowohl Vor- als auch Nachteile gäbe und diese Form der Bildung nicht für jeden geeignet sei.
Eine nicht repräsentative Umfrage von Peter Gray soll zeigen, dass auch mit Unschooling der Abschluss an einer normalen Schule erreicht werden kann. Die Ergebnisse dieser Umfrage zeigen, dass die Befragten vermehrt kreative bzw. selbständige Berufe erlangten.

## Ländervergleich

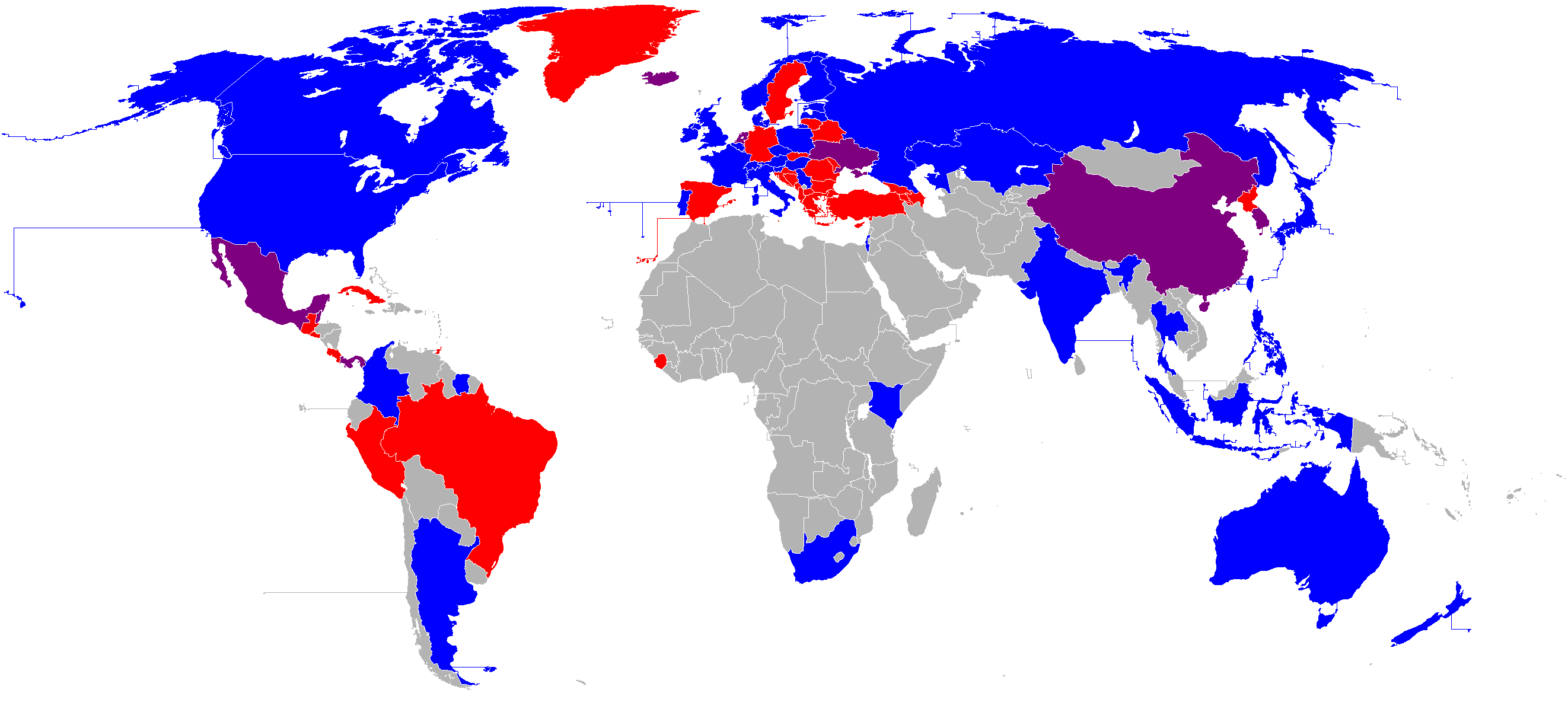
Rot = verboten
blau = erlaubt
violett = mit Einschränkungen erlaubt
grau = unbekannt

In allen englischsprachigen und vielen weiteren Ländern der westlichen Hemisphäre wie der Schweiz und Österreich ist Hausunterricht zulässig, dessen Zeitumfang und Form nicht vorgeschrieben ist. 
In den meisten europäischen Ländern besteht Bildungspflicht, das heißt, der Erwerb von Wissen ist verpflichtend, die Art und Form jedoch ist mehr oder weniger frei. In Spanien und Italien gilt Bildungsfreiheit. Eltern von Freilernern wandern aus, um die Schulpflicht zu umgehen oder reisen ohne festen Wohnsitz.
2015 gab es rund 1000 Freilerner laut Deutschlandfunk. 
Der Bildungswissenschaftler Tim Böder von der Universität Duisburg-Essen schätzte 2016, dass es, obwohl Unschooling in Deutschland aufgrund der Schulpflicht verboten ist, mehrere Hunderte Schüler in Deutschland gibt, die Unschooling betreiben.